# Anisonyx lepidotus
Anisonyx lepidotus är en skalbaggsart som beskrevs av Christian Rudolph Wilhelm Wiedemann 1821. Anisonyx lepidotus ingår i släktet Anisonyx och familjen Melolonthidae. Inga underarter finns listade i Catalogue of Life.